# Physoconops shannoni
Physoconops shannoni är en tvåvingeart som beskrevs av Camras 1955. Physoconops shannoni ingår i släktet Physoconops och familjen stekelflugor. Inga underarter finns listade i Catalogue of Life.